# Tony Carr
Tony Carr, echte naam George Caruana (Valletta, 24 oktober 1927), was een Maltees-Brits percussionist en drummer.
Carr groeide op in Malta. In 1953 emigreerde hij naar Londen in Engeland. Hij was drummer in de band van Billy Eckstine. Zijn naam wordt voor het eerste vermeld bij de single Sunshine superman (1966) en  het album For little ones (1967) van Donovan. Hij zat in diens begeleidingsband en nam als gevolg daarvan nog een aantal albums met hem op. Daarna komt zijn naam veelvuldig voor op albums van allerlei artiesten in de jaren 70 van de 20e eeuw. Hij had geen voorkeur voor een bepaald genre. Hij speelde bijvoorbeeld met Harold McNair en Elton Dean (jazz), liedjesschrijvers Kevin Ayers en Gordon Giltrap, symfonische rockband Magna Carta, folkrockers The Strawbs (album Nomadness) en glamrocker Alvin Stardust. Hij was een tijdje de huisdrummer van de Marquee Theatre in de band rond Ronnie Ross. Begin jaren 80 begon zijn naam uit de muziekwereld te verdwijnen.
- Gemeinsame Normdatei: 134343999
- Virtual International Authority File: 5524154260437924480007